# Дачаєв Ширвані Дачайович
Ширвані Дачайович Дачаєв (нар. 1912, село Ергеной Терської області, тепер Чеченська Республіка, Російська Федерація — травень 1984, місто Грозний, тепер Чеченська Республіка, Російська Федерація) — радянський діяч, 2-й секретар Чечено-Інгуського обласного комітету ВКП(б). Депутат Верховної Ради СРСР 1-го скликання (1937—1944).

## Біографія
Народився в селянській родині. З вересня 1925 по вересень 1926 року — учень дитячого будинку в селі Шалі Чеченської автономної області, з вересня 1926 по серпень 1930 року — учень школи фабрично-заводського учнівства металістів у місті Грозному. У 1927 році вступив до комсомолу.
З серпня 1930 по квітень 1931 року — голова районного бюро юних піонерів районного комітету ВЛКСМ у селі Шалі Чеченської автономної області.
У квітні — червні 1931 року — слухач курсів піонерських працівників при ЦК ВЛКСМ у Москві.
У червні 1931 — червні 1932 року — голова обласного бюро юних піонерів Чеченського обласного комітету ВЛКСМ. З червня по листопад 1932 року — завідувач організаційного відділу Чеченського обласного комітету ВЛКСМ.
Член ВКП(б) з серпня 1932 року.
У листопаді 1932 — лютому 1936 року — 2-й секретар Чеченського обласного комітету ВЛКСМ.
У лютому — квітні 1936 року — завідувач відділу культурно-просвітницької роботи Чеченського обласного комітету ВКП(б).
У квітні 1936 — липні 1937 року — 2-й секретар Заводського районного комітету ВКП(б) міста Грозного.
З липня по жовтень 1937 року — завідувач відділу керівних партійних органів Чечено-Інгуського обласного комітету ВКП(б).
10 жовтня 1937 — травень 1940 року — 2-й секретар Чечено-Інгуського обласного комітету ВКП(б).
У травні 1940 — липні 1941 року — заступник керуючого тресту «Грознафтозаводбуд» у місті Грозному.
З липня 1941 року — в Червоній армії. З липня 1941 по червень 1942 року — політичний керівник роти 76-го окремого батальйону військ повітряного спостереження, сповіщення і зв'язку Північно-Кавказького військового округу. З червня 1942 по липень 1943 року — відповідальний секретар партбюро 76-го окремого батальйону військ повітряного спостереження, сповіщення і зв'язку. З липня 1943 по лютий 1944 року — старший інструктор з організаційно-партійної роботи політичного відділу Грозненського дивізійного району ППО Закавказького фронту.
З лютого 1944 по жовтень 1957 року — на засланні в місті Джамбул Казахської РСР. У лютому 1944 — лютому 1945 року — начальник відділу постачання Джамбульського міського промислового комбінату № 1. З лютого 1945 по березень 1948 року — голова артілі «Червоний хімік». З березня 1948 по липень 1952 року — голова артілі «Трудхарчовик». У липні — вересні 1952 року не працював. З вересня по листопад 1952 року — директор Джамбульської чайної № 1. З листопада 1952 по травень 1953 року — завідувач виробництва артілі «Залізничник». З травня по серпень 1953 року не працював. З серпня 1953 по вересень 1955 року — завідувач їдальні № 4 Джамбульського міськторгу. У вересні — грудні 1955 року не працював. З грудня 1955 по липень 1956 року — голова Ворошиловського сільпо Джамбульського району. З липня по грудень 1956 року не працював. З грудня 1956 по жовтень 1957 — технорук артілі шкіряного комбінату в Джамбулі.
У жовтні 1957 року повернувся до міста Грозного. З жовтня 1957 по березень 1973 року — заступник начальника управління виробничо-технологічної комплектації управління будівництва в місті Грозному.
З березня 1973 року — на пенсії в Грозному. Помер у травні 1984 року.

## Нагороди
- ордени
- медалі